# Schluein
Schluein (tot 1983 officieel in het Duits Schleuis; Italiaans (verouderd): Slovegno) is een gemeente en plaats in het Zwitserse kanton Graubünden, en maakt deel uit van het district Surselva. Schluein telt 504 inwoners.

## Geboren
- Luregn Mathias Cavelty (1935-), advocaat en politicus